# اتانیدازول
اتانیدازول (به انگلیسی: Etanidazole) یک ترکیب شیمیایی با شناسه پاب‌کم ۳۲۷۶ است. 